# Mount Emerson
Mount Emerson är ett berg i Antarktis. Det ligger i Östantarktis. Nya Zeeland gör anspråk på området. Toppen på Mount Emerson är 2 190 meter över havet.
Terrängen runt Mount Emerson är huvudsakligen kuperad. Trakten är obefolkad. Det finns inga samhällen i närheten. 